# Andrea De Carlo
Andrea De Carlo (Milano, 11 dicembre 1952) è uno scrittore italiano.

## Biografia
Nasce e cresce a Milano: il suo "odio-amore" per il capoluogo lombardo sarà un tema ricorrente in diversi suoi romanzi. Suo padre è il noto architetto genovese Giancarlo De Carlo, amico di Elio Vittorini e di altri intellettuali milanesi. Sua madre Giuliana Baracco è traduttrice dall'inglese.
Frequenta il liceo classico Giovanni Berchet (protagonista dei primi capitoli di Due di due) e consegue la laurea in Lettere presso l'Università degli Studi di Milano con una tesi in Storia contemporanea sulle comunità anarchiche d'Aragona durante la guerra civile spagnola. Si occupa di fotografia, facendo da secondo assistente a Oliviero Toscani e poi dedicandosi per conto proprio a ritratti e reportage. Viaggia molto, in Europa, Nord e Sud America. Negli Stati Uniti risiede a Boston, New York, Santa Barbara e Los Angeles, dove insegna italiano e fa altri lavori che racconterà nel suo primo romanzo. Successivamente si stabilisce in Australia lungo le tappe descritte in Due di due: Sydney, Melbourne e il Queensland. A questo periodo risale la stesura di due romanzi che De Carlo non pubblica, perché li considera "esercizi di ricerca e formazione".
Torna in Italia, dove vive a Milano, Roma e nella campagna delle Marche. 
Nel 1981 l'editore Einaudi pubblica Treno di panna, già scritto in inglese con il titolo Cream Train. Italo Calvino ne cura la quarta di copertina. Treno di panna diventerà anni più tardi un film diretto da De Carlo (il protagonista è Sergio Rubini), la cui trama riporta solo qualche somiglianza con il libro.
Il suo secondo romanzo è Uccelli da gabbia e da voliera, pubblicato nella primavera del 1982. Andrea De Carlo riceve l'apprezzamento di Federico Fellini, che lo invita a fargli da assistente per il film E la nave va. Alla fine delle riprese, De Carlo realizza il film/documentario Le facce di Fellini, sul rapporto tra il grande regista e i suoi attori (lavoro proiettato in pubblico solo due volte, misteriosamente scomparso per decenni e poi ritrovato nel 2016 in una copia vhs da Nicola Bassano, direttore della Cineteca Fellini di Rimini). In seguito De Carlo collabora con Michelangelo Antonioni alla scrittura di un film mai realizzato.
Suona per hobby, il che lo porta a realizzare due cd (Alcuni nomi e Dentro Giro di vento), il primo insieme al percussionista bengalese Arup Kanti Das, con il quale ha girato a lungo l'Italia e diversi paesi europei in una serie di letture/concerti.
Il suo romanzo più noto è Due di due, la storia dell'amicizia tra l'insofferente, anarchico, creativo Guido Laremi e quella del più tranquillo e concreto Mario, voce narrante della vicenda.
Nel 2006 esce Mare delle verità, un romanzo avventuroso con una trama molto diversa dalle precedenti, dal ritmo serrato ed emozionante. Con questo romanzo, uno dei suoi più impegnati, De Carlo propone la sua lucida e personale visione di problemi sociali, politici e religiosi ancora aperti.
Nel 2008 esce Durante, romanzo che ruota intorno alla figura di una sorta di sciamano contemporaneo (Durante), per raccontare rapporti tra uomini e donne e della relazione tra realtà e immaginazione nella vita di ognuno.
Nel giugno del 2009 si dimette dalla giuria del Premio Strega con una lettera indirizzata al presidente Tullio De Mauro, pubblicata anche sul proprio sito internet, in cui denuncia le manipolazioni sistematiche dei principali premi letterari da parte dei grandi gruppi editoriali.
Nel 2010 esce Leielui, romanzo che racconta dell'amore tra Clare Moletto, americana che vive in Italia, e Daniel Deserti, romanziere in profonda crisi creativa e personale. Ambientata a Milano, sulla costa della Liguria, nel sud della Francia e a Vancouver, la vicenda si svolge tutta nel corso di una caldissima estate.

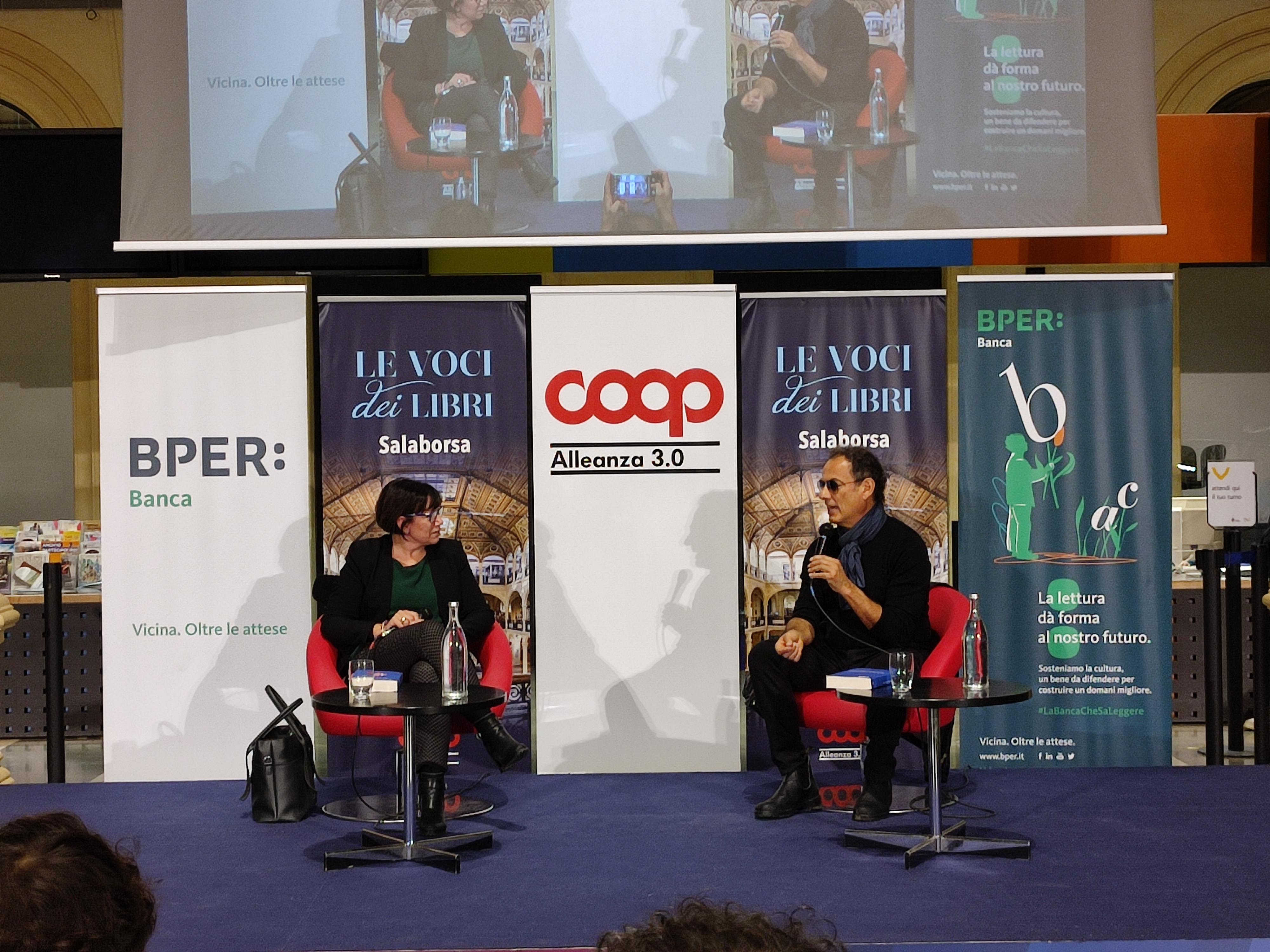
Andrea De Carlo presenta Io, Jack e Dio a Bologna nel 2022

Nel 2012 pubblica Villa Metaphora. In un esclusivo resort arrampicato sulla disabitata costa occidentale dell'isola vulcanica di Tari converge un gruppo di personaggi ricchi e famosi, in fuga dal mondo per le più diverse ragioni. Di capitolo in capitolo si alternano quattordici punti di vista che corrispondono ad altrettanti protagonisti, in registri che vanno dal drammatico all'ironico all'apertamente comico. Romanzo di 921 pagine, con immissioni di lingue dall'inglese al francese al russo, all'immaginario dialetto tarese, è forse l'opera più impegnativa di Andrea De Carlo, costruita con l'intento di raccontare il mondo contemporaneo nelle sue molte contraddizioni.
Dal novembre 2013 al marzo 2014, assieme agli scrittori Taiye Selasi e Giancarlo De Cataldo, è stato giudice del talent show di Rai Tre Masterpiece, primo talent show letterario al mondo, il cui vincitore Nikola P. Savic ha pubblicato presso Bompiani il suo primo romanzo, con una postfazione dello stesso De Carlo. 
Nel settembre 2014 esce Cuore primitivo. La scultrice Mara Abbiati e suo marito, l'antropologo inglese Craig Nolan, hanno una piccola casa di vacanza sull'Appenino ligure. Craig sale sul tetto in un caldo mattino di luglio e ci precipita attraverso, danneggiandosi una gamba. Alla ricerca di qualcuno in grado di riparare la casa, i Nolan vengono in contatto con Ivo Zanovelli, un costruttore edile che si presenta su una motocicletta nera e porta con sé ombre e inquietudini. Utilizzando le tecniche di spostamento della prospettiva già sviluppate in Giro di vento, Leielui e Villa Metaphora, l'autore racconta a capitoli alterni, con cifre stilistiche diverse, le ragioni dei tre protagonisti.
Nel settembre 2016 pubblica L'imperfetta meraviglia. Il romanzo, ambientato nel Canton de Fayence, nel sud della Francia, racconta dell'incontro tra la gelataia italiana Milena Migliari e la rockstar inglese Nick Cruickshank.
Nel settembre 2018 esce Una di luna:  un viaggio da Venezia a Milano diventa l'occasione per un padre e una figlia di ritrovarsi e affrontare il loro difficile rapporto.
I suoi romanzi sono tradotti in ventisei lingue.

## Vita privata
È stato fidanzato con Eleonora Giorgi dal 1996 al 2007.
Ha una figlia, Malina.

## Opere
- Treno di panna, Torino, Einaudi, 1981. ISBN 88-06-05189-X Premio Comisso[4]
- Uccelli da gabbia e da voliera, Torino, Einaudi, 1982. ISBN 88-06-05382-5
- Macno, Milano, Bompiani, 1984; Milano, Mondadori, 2000. ISBN 88-04-48400-4
- Yucatan, Milano, Bompiani, 1986.
- Due di due, Milano, Mondadori, 1989. ISBN 88-04-32950-5; Milano, Bompiani, 2009. ISBN 978-88-452-6342-2
- Tecniche di seduzione, Milano, Bompiani, 1991. ISBN 88-452-1813-9
- Arcodamore, Milano, Bompiani, 1993. ISBN 88-452-2091-5
- Uto, Milano, Bompiani, 1995. ISBN 88-452-2634-4, Premio Nazionale Rhegium Julii 1995, Narrativa;[5]
- Di noi tre, Milano, Mondadori, 1997. ISBN 88-04-43004-4
- Nel momento, Milano, Mondadori, 1999. ISBN 88-04-46975-7
- Pura vita, Milano, Mondadori, 2001 ISBN 88-04-48944-8
- I veri nomi, Milano, Mondadori, 2002. ISBN 88-04-51017-X
- Giro di vento, Milano, Bompiani, 2004. ISBN 88-452-3303-0
- Mare delle verità, Milano, Bompiani, 2006. ISBN 88-452-5730-4
- Durante, Milano, Bompiani, 2008. ISBN 978-88-452-6103-9
- Leielui, Milano, Bompiani, 2010. ISBN 978-88-452-6563-1
- Villa Metaphora, Milano, Bompiani, 2012. ISBN 978-88-452-7143-4
- Cuore primitivo, Milano, Bompiani, 2014. ISBN 978-88-452-7740-5
- L'imperfetta meraviglia, Firenze, Giunti, 2016. ISBN 978-88-09-83444-6
- Una di luna, Milano, La nave di Teseo, 2018. ISBN 978-88-93-44618-1
- Il teatro dei sogni, Milano, La nave di Teseo, 2020. ISBN 978-88-346-0340-6
- Io, Jack e Dio, Milano, La nave di Teseo, 2022. ISBN 88-346-1228-0
- La geografia del danno, Milano, La nave di Teseo, 2024. ISBN 9788834618776

## Filmografia

### Regista
- Le facce di Fellini – documentario (1983)
- Treno di panna (1988)

## Musica
Ha composto ed eseguito le musiche dei cd Alcuni nomi (2002) e Dentro Giro di vento (2004).

## Altro
Ha scritto e messo in scena insieme al musicista Ludovico Einaudi i balletti Time Out con il gruppo americano ISO, e Salgari con Daniel Ezralow e il corpo di ballo dell'Arena di Verona.
Andrea De Carlo realizza tutte le copertine dei suoi romanzi utilizzando suoi dipinti (matite, acquerelli, tempere su carta) o fotografie. Ha inoltre creato le illustrazioni di I vestiti di Batuc, libro per bambini scritto dalla figlia Malina.